# Purbimodus rasnitsyni
Purbimodus rasnitsyni is een fossiele soort schietmot uit de familie Vitimotauliidae.